# Bestwishes
Albums de Nightwish
Tales from the Elvenpath
(2004) Highest Hopes
(2005)
Best Wishes est une compilation du groupe de Metal symphonique finlandais Nightwish, paru le 9 mars 2005 uniquement au Japon.

## Liste des chansons
| No  | Titre                          | Durée |
| --- | ------------------------------ | ----- |
| 1.  | Stargazers                     | 4:27  |
| 2.  | The Kinslayer                  | 3:58  |
| 3.  | She Is My Sin                  | 4:46  |
| 4.  | Ever Dream                     | 4:43  |
| 5.  | Come Cover Me                  | 4:34  |
| 6.  | Know Why The Nightingale Sings | 4:14  |
| 7.  | Bless the Child                | 6:12  |
| 8.  | End Of All Hope                | 3:55  |
| 9.  | The Riddler                    | 5:16  |
| 10. | Sleepwalker (original mix)     | 2:55  |
| 11. | Crownless                      | 4:28  |
| 12. | Sacrament of Wilderness        | 4:12  |
| 13. | Walking in the Air             | 5:28  |
| 14. | Beauty And The Beast           | 6:24  |
| 15. | Wishmaster                     | 4:24  |
| 16. | Over the Hills and Far Away    | 5:03  |
| 17. | Sleeping Sun                   | 4:04  |